# Tarnowica (obwód iwanofrankiwski)
Tarnowica (ukr. Терновиця, Ternowycia), Tarnowica Polna – wieś na Ukrainie, w obwodzie iwanofrankiwskim, w rejonie tyśmienickim. W 2001 roku liczyła 366 mieszkańców.
Miejscowość została założona w 1378 roku. W II Rzeczypospolitej była siedzibą gminy wiejskiej Tarnowica Polna w powiecie tłumackim, w województwie stanisławowskim.
W 1923 roku wg spisu powszechnego we wsi było 1548 mieszkańców, w tym 1492 Polaków, 40 Ukraińców i 15 Żydów. Zabudowa była skupiona wokół placu Rozstaje. W czasach II RP działał tu Strzelec, harcerstwo, straż pożarna, zespół teatralny, chór Orlęta, dom kultury, szkoła, 8 sklepów. 
W czasie II wojny światowej od 2 poł. 1941 roku istniała w Tarnawicy konspiracyjne komórka Armii Krajowej na czele której stał Sebastian Rybeczka. W 1943 roku UPA zamordowało 3 mieszkańców wsi, natomiast w pobliskiej wsi Bohorodczyn UPA zamordowało 27 Polaków, kobiet i mężczyzn, w Hostowie 17 Polaków, w Hryniowcach 25 Polaków. W związku z mordami UPA powstał w Tarnawicy silny oddział Samoobrony Polskiej.
W lipcu 1945 roku mieszkańców wsi wywieziono w rejon Dzierżoniowa, Bystrzycy Kłodzkiej i w zielonogórskie.